# Främre Urat
Främre Urat är ett mongoliskt baner som lyder under Bayannur i den autonoma regionen Inre Mongoliet i nordvästra Kina.